# Doliops legalovi
Doliops legalovi es una especie de escarabajo del género Doliops, familia Cerambycidae. Fue descrita científicamente por Barševskis en 2019.
Habita en Filipinas. Los machos y las hembras pueden medir 11,9-12,2 mm. El período de vuelo de esta especie ocurre en los meses de abril y agosto.